# Heide Boeker
Heide Boeker (* 6. Oktober 1945) ist eine deutsche Juristin. Sie war von 1988 bis 2010 Richterin am Bundesfinanzhof, seit November 2001 Vorsitzende Richterin.

## Leben und Wirken
Boeker trat nach Abschluss ihrer juristischen Ausbildung 1973 in den höheren Dienst der Finanzverwaltung des Landes Baden-Württemberg ein. 1975 nahm sie ihre Tätigkeit als Richterin am Finanzgericht Baden-Württemberg auf. Nach einer vierjährigen Abordnung als wissenschaftliche Mitarbeiterin an den Bundesfinanzhof setzte sie ihre Tätigkeit beim Finanzgericht fort.
Nach ihrer Ernennung zur Richterin am Bundesfinanzhof im Juni 1988 wies sie das Präsidium dem für die Ertragsbesteuerung von Einzelgewerbetreibenden und die Rentenbesteuerung zuständigen X. Senat zu. Mit der Ernennung zur Vorsitzenden Richterin im November 2001 übernahm sie den Vorsitz des III. Senats, der vornehmlich mit der Besteuerung von Einzelgewerbetreibenden, Investitionszulagen und seit mehreren Jahren auch dem Kindergeld befasst ist. Von 2001 bis 2007 war sie zudem Mitglied im Großen Senat des Bundesfinanzhofs. Am 31. Oktober 2010 trat Boeker in den Ruhestand.